# Främmande fågel (film)
Främmande fågel (originaltitel Winter Flight) är en brittisk dramafilm från 1984. Den blyge Mal Stanton (Reece Dinsdale), som är servicetekniker inom Royal Air Force, och den världsvana servitrisen Angie (Nicola Cowper) blir förälskade i varann.
Främmande fågel visades i SVT1 den 17 oktober 1992.